# Osodobenus
Osodobenus — викопний рід моржів з міоцену до пліоцену Каліфорнії. Osodobenus, можливо, був першим моржем з бивнями і демонструє кілька адаптацій, які припускають, що він можливо, був донним їдцем, як сучасні види. Відомо, що три черепа демонструють виражений статевий диморфізм. Наразі визнаний лише один вид, Osodobenus eodon.